# Buck i el predicador
 Buck i el predicador (títol original en anglès: Buck and the Preacher) és una pel·lícula estatunidenca dirigida per Sidney Poitier, estrenada el 1972. Ha estat doblada al català.

## Argument
Poc després la Guerra de Secessió, Buck, antic sergent de la cavalleria de l'exèrcit de la Unió, es posa al cap d'un grup d'esclaus alliberats per passar la frontera del Colorado. En el grup viatgen igualment la seva esposa i un pseudopastor la bíblia trucada del qual amaga un revòlver. De camí, els viatgers són atacats per hordes d'antics esclavistes que intenten retornar-los a la seva miserable vida en granges de Louisiana. Buck i els seus companys hauran de fer prova de valor per tal d'aconseguir el seu objectiu comú: Instal·lar-se en una terra promesa i viure com a homes lliures.

## Repartiment
- Sidney Poitier: Buck
- Harry Belafonte: el predicador
- Ruby Dee: Ruth
- Cameron Mitchell: Deshay
- Denny Miller: Floyd
- Nita Talbot: Madame Esther
- John Kelly: el xèrif
- Tony Brubaker: l'home de cap
- Bobby Johnson: l'home abatut
- James McEachin: Kingston
- Clarence Muse: Cudjo
- Lynn Hamilton: Sarah
- Doug Johnson: Sam
- Errol Jones: Joshua
- Kenneth Menard: Little Henry

## Al voltant de la pel·lícula
- En un principi, la realització de la pel·lícula va ser confiada a Joseph Sargent però, els productors no contents del seu treball, el van despatxar i Sidney Poitier va assegurar ell mateix la posada en escena.[2]